# DNR
"DNR" (skraćeno za do not resuscitate) je deveta epizoda prve sezone FOX-ove medicinske drame Dr. House premijerno emitirana 1. veljače 2005. godine. Scenarij potpisuje David Foster, a režiju Frederick King Keller. 

## Sinopsis
Na samom početku, poznati trubač John Henry Giles, koji je ujedno i paraliziran, odlazi na snimanje s bendom, no kolabira usred sesije. Kada dođe u bolnicu, Housea više zanima činjenica da je John Henry paraliziran već dvije godine, a da za to nema adekvatnog objašnjenja. Iako on kreće na objašnjavanje paralize, Cuddy mu govori kako smije liječiti jedino pneumoniju jer da paralizu već dvije godine liječi Gilesov liječnik, Marty Hamilton. Kako bi izbjegla probleme, Cuddy zamoli Foremana da vodi slučaj.
Dr. Hamilton je Johnu Henryju već dijagnosticirao Lou Gehrigovu bolest, što bi automatski objasnilo i pneumoniju. House se ne slaže s ovime i počinje tražiti drugi uzrok Gilesove paralize. Dok Foreman obavlja pretrage krvi, John Henry zatraži zabranu reanimacije u slučaju da mu se nešto dogodi. Foreman Johnu Henryju daje IVIG, što uzrokuje smanjem protok krvi u plućima zbog čega John Henry počinje umirati. Chase želi intubirati, ali Foreman spomene zabranu reanimacije. U svom stilu, House, unatoč zabrani, ipak intubira i tako spasi život John Henryja. 
Kao objašnjenje, House tvrdi da je IVIG uzrok, a ne sama bolest, čime si je dao opravdanje za reanimaciju. Foreman je bijesan i okrivi Housea jer je on predložio upravo taj tretman, zbog čega House subsekventno dobije zabranu pristupa Johnu Henryju. Kao dodatak, House je prijavljen sudu za zlostavljanje. No, ponovo u svom stilu, House ne odustaje i naređuje Chaseu i dr. Cameron da isprobaju druge mogućnosti, dok Foreman poziva svog bivšeg kolegu, Martyja Hamiltona, koji dolazi iz Los Angelesa. 
Na sudu, bolnički odvjetnik lukavo iskoristi pravilo da House ima pravo na suočavanje sa svojim tužiteljem, a kako je John Henry na aparatima, suđenje se odgađa. Naravno, sudac ispočetka nije bio sklon toj odluci, ali je House rekao sucu kako pogled na njegove prste jasno govori da ima srčanih problema u obitelji, te da je on sam izložen istome riziku. Kao liječnik, House mu savjetuje da se ipak odmori, nakon čega ovaj dozvoli odgodu. Kasnije je, u hodniku sudnice, Wilsonu rekao kako se iz njegovih prstiju ne vidi ništa te da je lagao kako bi preokrenuo proces u svoju korist. U međuvremenu, Chase tijekom biopsije pluća otkriva da se radi samo u upali. Kako više ne može obavljati pretrage, House naredi liječenje na slijepo. Predlaže tretman citoksanom, lijekom za Wegenerovu granulomatozu. Ako je House u pravu, John Henry će ponovo hodati, no ako je u krivu, doktori Chase i Cameron gube svoju licencu. 
U trenutku kada treba primiti citoksan, dolazi dr. Hamilton. Hamilton, koji drsko i pompozno naziva Housea osobnim imenom, naglašava kako je već davno testirao Johna Henryja na Wegenerovu, no House ga posjeti na velik broj grešaka koji se pojavljuju na tim testovima. Hamilton također naglasi kako želi skinuti Johna Henryja s aparata. House odlazi kod Wilsona po savjet i ustvrđuje da će, ako John Henry doista ima Wegenerovu, umrijeti ako ga se skine s aparata jer mu pluća neće izdržati pritisak. Johna Henryja skinu s aparata, no on samostalno diše, što znači da nema Wegenrovu bolest. 
Uskoro se Johnu Henryju paralizira i ruka, zbog čega svi, osim Housea, postaju uvjereni kako se radi o ALS-u. Kako je optužba za zlostavljanje povučena, House ponovo smije liječiti Johna Henryja. House posjećuje Johna Henryja i započinje razgovor s njim, u kojem ovaj priznaje kako mu smrt ne predstavlja problem ako kao živa osoba ne može svirati svoju trubu. House ga zamoli da mu dozvoli riješiti slučaj, a ako i nakon svega bude želio umrijeti, omogućit će mu brzu i bezbolnu smrt. Iako John Henry odbije, House ga vodi na MR govoreći da, ako već želi umrijeti, nije bitno umire li u sobi ili u uređaju za MR. 
U međuvremenu, Foreman odlazi na ručak s Hamiltonom gdje mu ovaj nudi posao u Los Angelesu za trostruko veću plaću i mnoge druge bonuse i beneficije. Kada se vrati u bolnicu, spomene ovu ponudu Chaseu i dr. Cameron koji mu (Chase jer ima dovoljno novca, Cameron jer ne mrzi Housea) govore kako ne rade ovdje isključivo zbog novca. Gledajući sliku s Gilesovog MR-a, dr. Cameron primijeti naznake udara koji bi mogao biti uzrok paralize. House s rezultatima odlazi do Johna Henryja i nudi mu dvije opcije: mogu mu dati heparin da mu se očiti krv i ukloni tromb, ali to bi mu oštetilo pluća ili mogu ići direktno na operaciju mozga kako bi mu uklonili tromb, no ona može rezultirati smrću. Ne želeći riskirati pluća, John Henry odabire operaciju jer mu može pomoći, a ako ne pomogne, nudi mu brz i bezbolan kraj.
Nakon uspješne operacije, John Henry ponovo može pokretati ruku, a iznenada osjeti kako mu House dodiruje nogu. Svi liječnici su šokirani, a Hamilton misli kako su mu lijekovi za ALS pomogli. House zaključi kako bi ga trebalo skinuti sa svih lijekova i davati mu jedan po jedan da otkriju koji mu pomaže. Ako to ne naprave, toksičnost onog beskorisnog lijeka mogla bi ga ubiti bez problema.
Dok s Wilsonom gleda sapunicu u klinici, Housea posjećuje dr. Hamilton koji zahtijeva odgovor na pitanje koje je lijekove House prestao davati Johnu Henryju. Iako izvorno odbija, House shvati kako je Johnu Henryju gore. John Henry ponovo ne osjeća nogu, što je House provjerio lupanjem po njoj, te nakon toga naredi tretman steroidima i novu MR. U međuvremenu, Foreman dolazi u Houseov ured kako bi razgovarali o Hamiltonovoj ponudi. House mu postavi pitanje mislili da je Hamilton bolji doktor i, nakon objašnjenja, govori da prihvati ponudu ako misli da Hamilton doista jest bolji doktor od Housea. 
Novi MR pokazuje kako John Henry ima arteriovenoznu malformaciju koja je uzrok svih njegovih problema. Ta je malformacija pritiskala kralježnicu, što je uzrokovalo paralizu. Foreman se čudi kako je to Hamiltonu promaklo, a House mu objašnjava kako je promaklo svima njima, što upućuje na to da ju je nešto skrivalo, a to nešto mogla je biti jedino upala koju je dokazala biopsija. Steroidi su izliječili upalu što je omogućilo pokazivanje malformacije na MR-u. Nakon uspješne operacije, John Henry izlazi iz bolnice sa svojom trubom koristeći se samo štapom (na što House nadoda kako mu ni to više neće trebati). Tada John Henry svoju najdražu trubu poklanja Houseu, pod uvjetom da ju ovaj nikada neće svirati. Njih dvoje zajedno odlaze iz bolnice, a House Foremanu u prolazu govori kako će se vidjeti sutra na poslu.

## Glumačka postava

### Glavni glumci
- Hugh Laurie kao Gregory House
- Robert Sean Leonard kao James Wilson
- Lisa Edelstein kao Lisa Cuddy
- Omar Epps kao Eric Foreman
- Jesse Spencer kao Robert Chase
- Jennifer Morrison kao Allison Cameron

### Gostojući glumci
- Harry Lennix kao John Henry Giles
- Brandy Norwood kao ona sama
- Chloe Webb kao Cora
- Victor Raider-Wexler kao sudac Winter
- Mike Starr kao Willie
- David Conrad kao Dr. Marty Hamilton
- Rif Hutton kao Morris
- Michael Oberlander kao Ross
- Clint Baker kao Tommy

## Zanimljivosti
- Na samom početku epizode, kada John Henry kolabira, možemo vidjeti kako mu s glave pada šešir, a iz ruke truba. No, u sljedećoj sceni, kada mu prilazi njegova asistentica, možemo vidjeti kako mu je šešir još uvijek na glavi.

## Reference na druge medije
- Nakon sudskog procesa vezanog za zabranu reanimacije, House kaže Wilsonu kako je gledao Pravdu za sve, popularnu američku seriju iz 1986. godine.

## Glazba
- Pjesma koja se koristi u odjavnoj špici je "What A Wonderful World" Louisa Armstronga.

## Vanjske poveznice
- FOX.com's House official website  Arhivirana inačica izvorne stranice od 23. svibnja 2012. (Wayback Machine)
- House Episode Guide at epguides.com
- TVGuide's Page: Full list of House episodes
- House M.D. Guide
- Medical Reviews of House: DNR  Arhivirana inačica izvorne stranice od 13. travnja 2010. (Wayback Machine)